# Depășirea (film)
Depășirea (titlul original: în italiană Il sorpasso) este un film dramatic italian, realizat în 1962 de regizorul Dino Risi, protagoniști fiind actorii Vittorio Gassman, Catherine Spaak și Jean-Louis Trintignant. Face parte din categoria de filme Commedia all'italiana. Filmul prezintă perioada de aur a economiei în Italia de după război, orientarea spre o societate de consum și totodată ruperea tradițiilor clasice în ce privește viața și familia. Cele doua personaje, Bruno si Roberto, au caractere total opuse, motiv de creare în film a unor situații pline de umor.

## Conținut

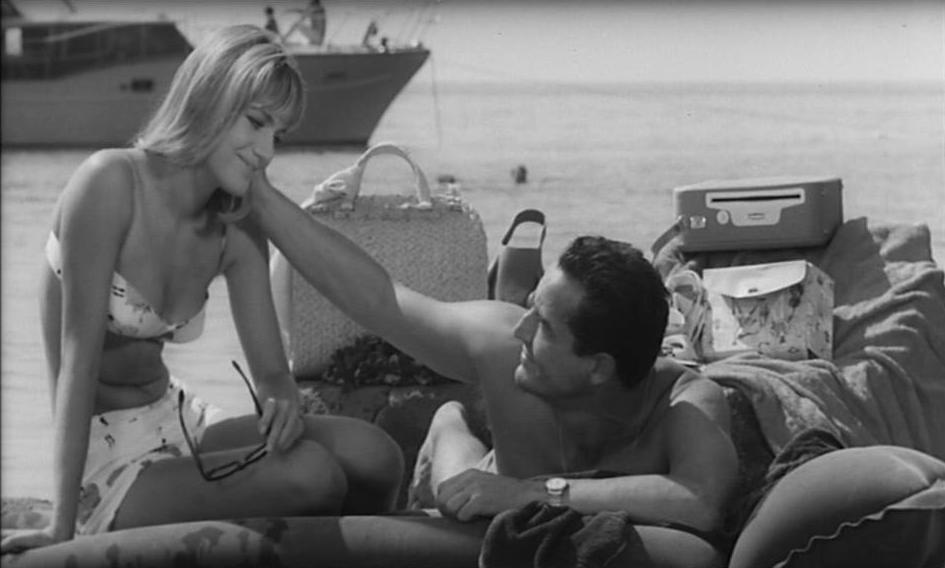
Catherine Spaak și Vittorio Gassman
într-o scenă din film

## Distribuție
- Vittorio Gassman – Bruno Cortona
- Catherine Spaak – Lilly Cortona
- Jean-Louis Trintignant – Roberto Mariani
- Luciana Angiolillo – Gianna, soția lui Bruno
- Claudio Gora – Bibì, logodnicul lui Lilly
- Luigi Zerbinati – șeful
- Franca Polesello – soția șefului
- Linda Sini – Lidia, mătușa lui Roberto
- Bruna Simionato – Enrica, mătușa lui Roberto
- John Francis Lane – Alfredo, avocatul
- Annette Strøyberg – turista germană
- Nando Angelini – Amedeo
- Mila Stanic – Clara
- Edda Ferronao – camerista la Civitavecchia
- Jacques Stany – automobilistul toscan

## Melodii din film
Coloana sonoră a filmului este semnată de Riz Ortolani dar multe scene din film sunt subliniate de șlagăre ale acelei perioade înfloritoare.
- Quando quando quando (Tony Renis / Alberto Testa), interpret: Emilio Pericoli
- St. Tropez Twist (Mario Cenci / Giuseppe Faiella), interpret: Peppino di Capri
- Per un attimo (Paolo Lepore și Luigi Naddeo / Gino Mazzocchi), interpret: Peppino di Capri e i suoi Rockers
- Don't Play That Song (Ahmet Ertegün / Betty Nelson), interpret: Peppino Di Capri
- Chi ci vedrà / Gianni|Gianni (Nino P. Tassone / Giuseppe Cassia), interpret: Miranda Martino
- Vecchio frack / E vene 'o sole (Domenico Modugno), interpret: Domenico Modugno
- Guarda come dondolo (Carlo Rossi / Edoardo Vianello), interpret: Edoardo Vianello
- Pinne fucile ed occhiali (Carlo Rossi / Edoardo Vianello), interpret: Edoardo Vianello

## Premii și nominalizări
- 1963 David di Donatello
  - cel mai bun actor protagonist lui Vittorio Gassman
- 1963 Nastri d'argento
  - cel mai bun actor protagonist lui Vittorio Gassman
  - Nominalizare pentru cel mai bun subiect lui Dino Risi
- 1963 Festivalul internațional de cinema din Mar del Plata
  - cel mai bun regizor lui Dino Risi